# Guerra Civil grega
La Guerra Civil grega (en grec: Ελληνικός Εμφύλιος Πόλεμος) va ser un conflicte bèl·lic entre els anys 1946 i 1949 entre les Forces Armades de Grècia del govern grec monàrquic i conservador (amb l'ajut del Regne Unit i els Estats Units) i la branca armada del Partit Comunista Grec (KKE), l'Exèrcit Popular d'Alliberament Grec (ELAS).
Es considera com el primer conflicte armat de la Guerra Freda, i va ser la primera prova de les àrees d'influència que havien acordat els aliats. La victòria del govern monàrquic, ajudat pels americans i els britànics, va portar Grècia a entrar a l'OTAN i a prohibir el Partit Comunista.
El conflicte va aparèixer arran de la lluita pel poder entre monàrquics i comunistes dins de la resistència a l'ocupació alemanya i italiana durant la Segona Guerra Mundial. En acabar l'ocupació, els comunistes no van voler participar en unes eleccions si abans no es votava sobre la monarquia, que havia estat restaurada abans de la guerra pel règim del general Metaxàs. La negativa al desarmament de les milícies va portar al conflicte armat.

## Orígens (1941-44)
La primera fase prèvia a la guerra civil va transcórrer entre els anys 1941 i 1944, durant l'ocupació nazi. Amb el govern grec encara a l'exili incapaç de controlar la situació al país, hi havia diversos grups polítics intentant aconseguir el poder, el principal d'aquests era el Front Nacional d'Alliberament (EAM), controlat pels comunistes.
El sector conservador fidel al rei Jordi II va formar un govern a l'exili que no va ser reconegut pels comunistes. A la tardor de 1943, van començar esporàdics encontres armats entre EAM i altres grups de la resistència que continuaren fins a la primavera de 1944, quan aquests grups van arribar a un acord i es formà un govern nacional de concentració a l'exili al Caire, que incloïa ministres tant monàrquics com comunistes.

## Confrontació i pacte de Varkiza (1944-46)
La segona fase en va ser entre 1944 i 1946, després que el país fos alliberat del nazisme. El govern monàrquic que tornava de l'exili es va enfrontar als comunistes. L'EAM va aconseguir prendre el control militar de la major part de la Grècia continental, excepte grans ciutats com Atenes o Tessalònica, que els monàrquics van poder conservar amb l'ajut dels aliats. Els comunistes no van aconseguir el control de cap de les illes (a Creta, algunes partides de comunistes van passar a la clandestinitat a les muntanyes i no van baixar-ne fins als anys 70, després de la dictadura dels coronels). Les pressions dels aliats i dels soviètics van portar el febrer de 1945 al pacte de Varkiza, que va portar a les eleccions legislatives l'1 de setembre de 1946, a la formació d'un govern conservador, i a la restauració de la monarquia amb el retorn de Jordi II de Grècia de l'exili.

## Guerra civil (1946-49)
Set setmanes després que Potències de l'Eix abandonessin Grècia en octubre 1944, els aliats britànics van recuperar Atenes al victoriós Front d'Alliberament Nacional (FAN) que controlava el Partit Comunista de Grècia (KKE) i es va produir un assassinat de massa de gran part dels seguidors no armats del FAN coneguts com el Dekemvriana el 3 de desembre.
Els esquerrans van intentar prendre represàlies contra el govern-britànic que donava suport al Terror Blanc i les forces de la guerrilla controlada pel KKE amb el suport dels nous països socialistes (Albània, Iugoslàvia i Bulgària) i l'URSS van enfrontar-se al govern de Grècia, que era reconegut internacionalment després de les eleccions de 1946. El KKE va sublevar-se a les muntanyes del nord, a Macedònia i Epir, on va establir un govern revolucionari a Konitsa, i rebien suport militar i econòmic de la Unió Soviètica i de Iugoslàvia. El govern monàrquic va demanar ajut al Regne Unit, però a prop de la fallida i forçat a reduir radicalment la seva implicació, en febrer de 1947 demanava als Estats Units que agafés la seva funció donant suport el govern reialista grec, que van establir la Doctrina Truman.
Durant el conflicte, els països veïns van aprofitar per a fer reclamacions territorials sobre parts del nord de Grècia. Els macedonis formaven el Front d'Alliberament Nacional de Macedònia (en macedònic Народно Ослободителен Фронт, o transliterat Narodno Osloboditelen Front), creat el 1944 amb el suport de Tito, que volia annexionar-se la Macedònia grega. El KKE volia crear una República Socialista de Macedònia, que hauria inclòs la Macedònia grega i la Macedònia iugoslava. Posteriorment, ELAS i NOF van trencar la seva aliança.
Malgrat l'hegemonia inicial dels comunistes, les forces del govern conservador van acabar guanyant la guerra gràcies a la massiva ajuda econòmica, militar i logística dels Estats Units i a les divergències internes del bàndol comunista entre l'URSS i Iugoslàvia. La guerra civil va deixar el país pitjor de com l'havia deixat l'ocupació nazi el 1944.

## Conseqüències
Milers de grecs es van veure en la necessitat d'emigrar per motius econòmics per treballar a l'estranger: Estats Units, Austràlia i Alemanya. La guerra civil també va deixar un país molt polaritzat políticament. Es va prohibir el Partit Comunista (que no va tornar al govern fins al 1989). El govern monàrquic grec va esdevenir un aliat dels americans i va fer entrar Grècia a l'OTAN. Les relacions amb l'URSS i amb els veïns balcànics, tots règims comunistes, es van deteriorar considerablement. A conseqüència de la guerra civil, també va succeir que de 1967 a 1974 s'hi instaurà una dictadura militar feixista.